# Beyrède-Jumet
Beyrède-Jumet (okzitanisch Veireda e Jumet) ist eine Ortschaft im französischen Département Hautes-Pyrénées in Okzitanien. Die bisher eigenständige Gemeinde wurde mit Wirkung vom 1. Januar 2019 mit Camous zur Commune nouvelle Beyrède-Jumet-Camous fusioniert. Seither ist sie deren Hauptort und eine Commune déléguée. Nachbarorte sind Esparros im Westen, Hèches im Norden, Sarrancolin und Ilhet im Nordosten, Camous im Osten, Fréchet-Aure im Südosten, Arreau im Süden, Aspin-Aure im Südwesten und Campan im Westen.

## Bevölkerungsentwicklung

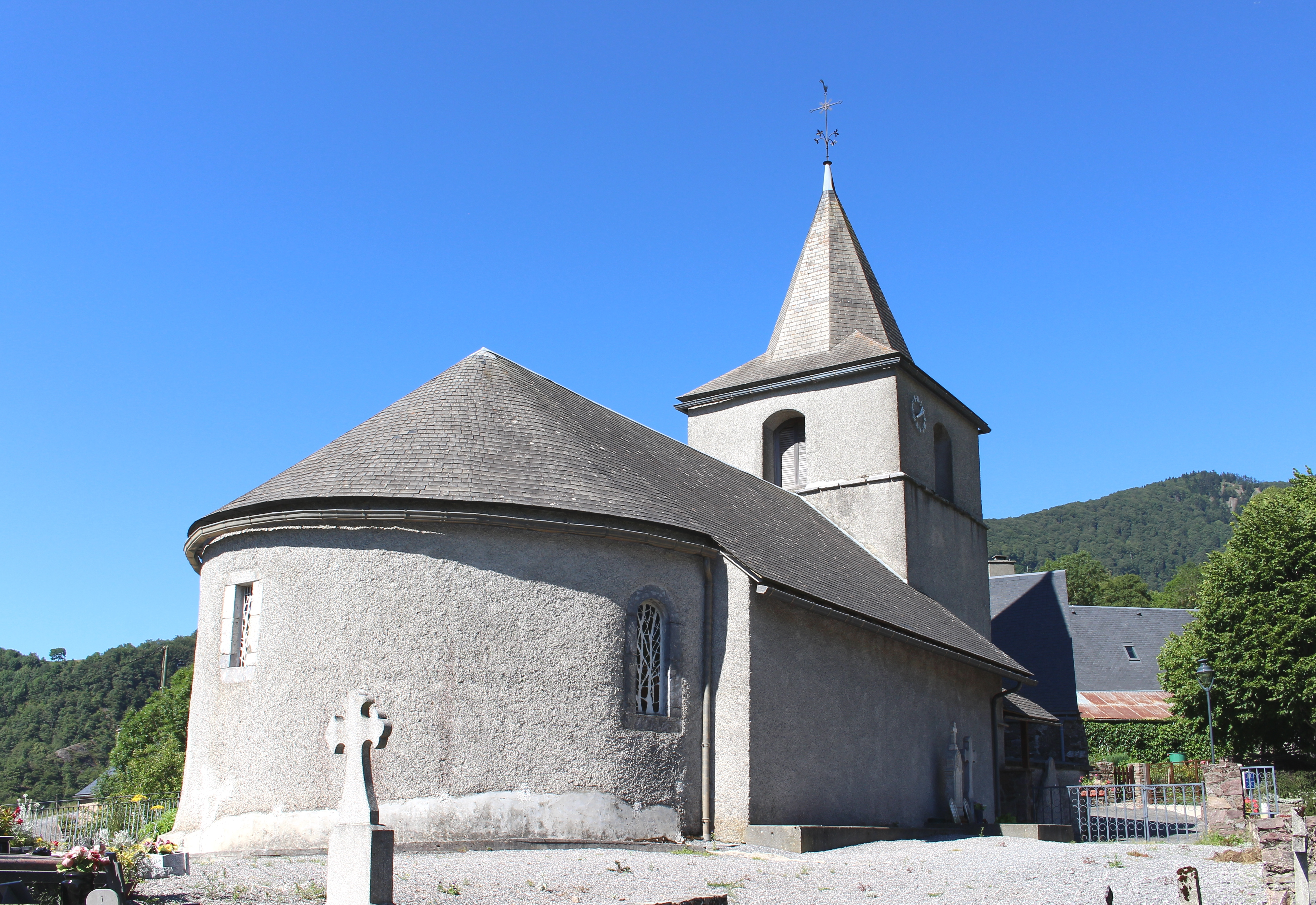
Kirche Saint-Geniès

| Jahr      | 1962 | 1968 | 1975 | 1982 | 1990 | 1999 | 2008 | 2015 |
| --------- | ---- | ---- | ---- | ---- | ---- | ---- | ---- | ---- |
| Einwohner | 241  | 200  | 222  | 237  | 256  | 217  | 212  | 188  |